# Helheim
Helheim eller Helhem (de gömdas hem), även bara Hel, är inom nordisk mytologi och asatro ett dödsrike för livet efter detta. De som dör av ålder eller av sjukdomar kommer till Helheim, medan de som dött modigt i strid kommer till Valhall eller Folkvang. I de medeltida sagorna beskrivs Helheim som kallt och mörkt men vissa forskare anser att beskrivningen kan vara färgad av kristendomens lära om helvetet, vilket egentligen betyder ”Hel-vite” (alltså 'Hel-straff'), och platsen kan ha varit mindre dyster på vikingatiden.
I sagorna beskrivs Helheim som en av de nio världarna. Det ligger i Nifelheim, på den lägsta platsen i den nordiska mytologins universum. Ingen kan nånsin lämna Helheim, på grund av att floden Gjöll, som flödar från Hvergelmir och omger hela Helheim, inte går att passera. Dess port kallas Någrind. Inte ens gudar som kommit till Helheim kan ta sig därifrån.
I Helheim härskar dödes gudinna Hel, dottern till Loke och jättinnan Angerboda. Ingången till Helheim är vaktad av Modgunn. Jätten Hraesvelg (kroppsslukaren) sitter på kanten av världen och ser ned på Helheim. I form av en örn får han vinden att blåsa genom att flaxa med sina vingar.